# Björklunda
Björklunda är en bebyggelse i Börje socken i Uppsala kommun, Uppland. Vid SCB:s ortsavgränsning 2020 avgränsades här en småort.